# Elzéar Abeille de Perrin
Elzéar Abeille de Perrin (3. ledna 1843 Marseille – 9. října 1910 nebo 1911 tamtéž) byl francouzský entomolog.
Po studiu práv pracoval jako advokát v Marseille. Ve dvaceti letech vstoupil do Francouzské entomologické společnosti a věnoval všechen svůj volný čas studiu hmyzu. Zvláště se zajímal o druhy, žijící v pyrenejských jeskyních.

## Dílo
- Monographie des malachites, 1869
- Études sur les coléoptères cavernicoles, suivies de la description de 27 coléoptères nouveaux français, 1872
- Notes sur les leptodirites, 1878
- Synopsis critique et synonymique des chrysides de France, 1878